# Yamajijii
Ne doit pas être confondu avec Yamachichi.
Le Yamajijii ( 山爺 ) est un yōkai, une créature folklorique japonaise, ayant l'apparence d'un cyclope âgé, se déplaçant sur une jambe unique.

## Étymologie
Le nom de cette créature signifie littéralement "montagnard" ou "vieil homme des montagnes". Il est parfois connu sous le nom de Yamanjii ou Yamachichi (山父), littérealement "père de la montagne". Il ne faut cependant pas le confondre avec le Yamachichi, son homonyme, dont le nom en kanji s'écrit différemment.

## Description
Le Yamajijii a l'apparence d'un vieil homme d'environ 120 cm et n'a qu'une seule jambe. Il semble également n'avoir qu'un œil mais en fait il en est doté de deux, l'un extrêmement petit et l'autre si grand qu'il occulte le premier,.
Ce yōkai est couvert de longs poils gris et porte des guenilles.
Sa mâchoire serait tellement puissante qu'il pourrait briser des os de singe ou de sanglier. cette puissance a conduit les chasseurs à vouloir l'apprivoiser pour effrayer les loups.
Cette créature aurait la capacité de lire dans les pensées des humains avec une grande facilité.
La légende veut qu'il ait une voix très puissante, capable de faire éclater les tympans. Les Yamajijii font d'ailleurs parfois des concours de hurlements. En dehors de cela, il ne présente pas de danger pour l'Homme, qu'il aide parfois.